# Persoonia lanceolata
Espèce
Classification phylogénétique
Synonymes
- Persoonia latifolia Andrews

Persoonia lanceolata est une espèce de plantes à fleurs de la famille des Proteaceae. C'est un buisson originaire de la Nouvelle-Galles du Sud dans l'est de l'Australie.
Il a été officiellement décrit en 1799 par Henry Cranke Andrews, à partir d'une plante cultivée en Angleterre à partir de ses graines. Andrews a également nommé P. latifolia une autre plante qui s'est avérée être de cette espèce. Dans le genre Persoonia, elle est classée dans le groupe lanceolata, un groupe de 54 espèces étroitement apparentées avec des fleurs semblables mais un feuillage très différent. Ces espèces s'hybrident souvent avec d'autres espèces, là où deux membres du groupe poussent et des hybrides avec P. katerae, P. levis, P. linearis, P.stradbrokensis et P. virgata ont été enregistrés.
Persoonia lanceolata est un arbuste qui atteint 0,5 à 3 m de hauteur. Son écorce grise est lisse mais les nouvelles pousses sont velues. Les feuilles sont coriaces, épaisses, oblancéolées ou ovales et mesurent de 3 à 10 cm de longueur et environ 4 cm de largeur. Elles sont de couleur vert vif, et peut-être prendre une teinte jaunâtre. Les fleurs jaunes apparaissent principalement de janvier à avril, mais on peut en rencontrer à tout moment de l'année.
Persoonia lanceolata pousse dans les régions côtières de Nouvelle-Galles du Sud à l'Est de la Cordillère australienne entre Trial Bay et Sassafras. On le trouve dans les forêts sclérophylles sèches et les landes sur les sols à base de grès. Les plantes poussant dans des régions les plus à l'abri sont souvent plus grands que celles dans les zones plus exposées.
Le Wallaby bicolore (Wallabia bicolor) en mange les fruits une fois qu'ils sont tombés sur le sol et les graines sont dispersées dans ses excréments.

## Galerie

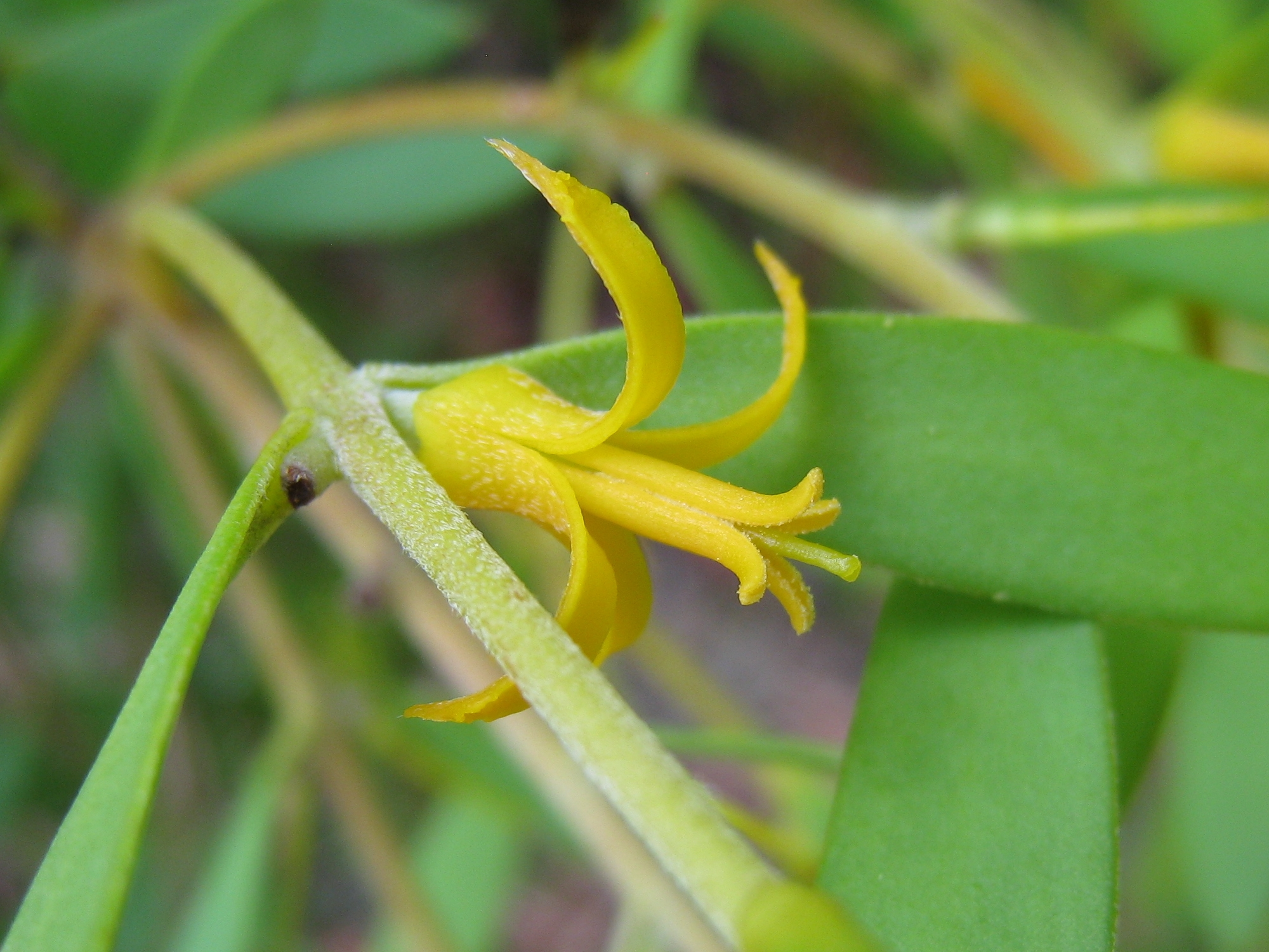
Fleur.
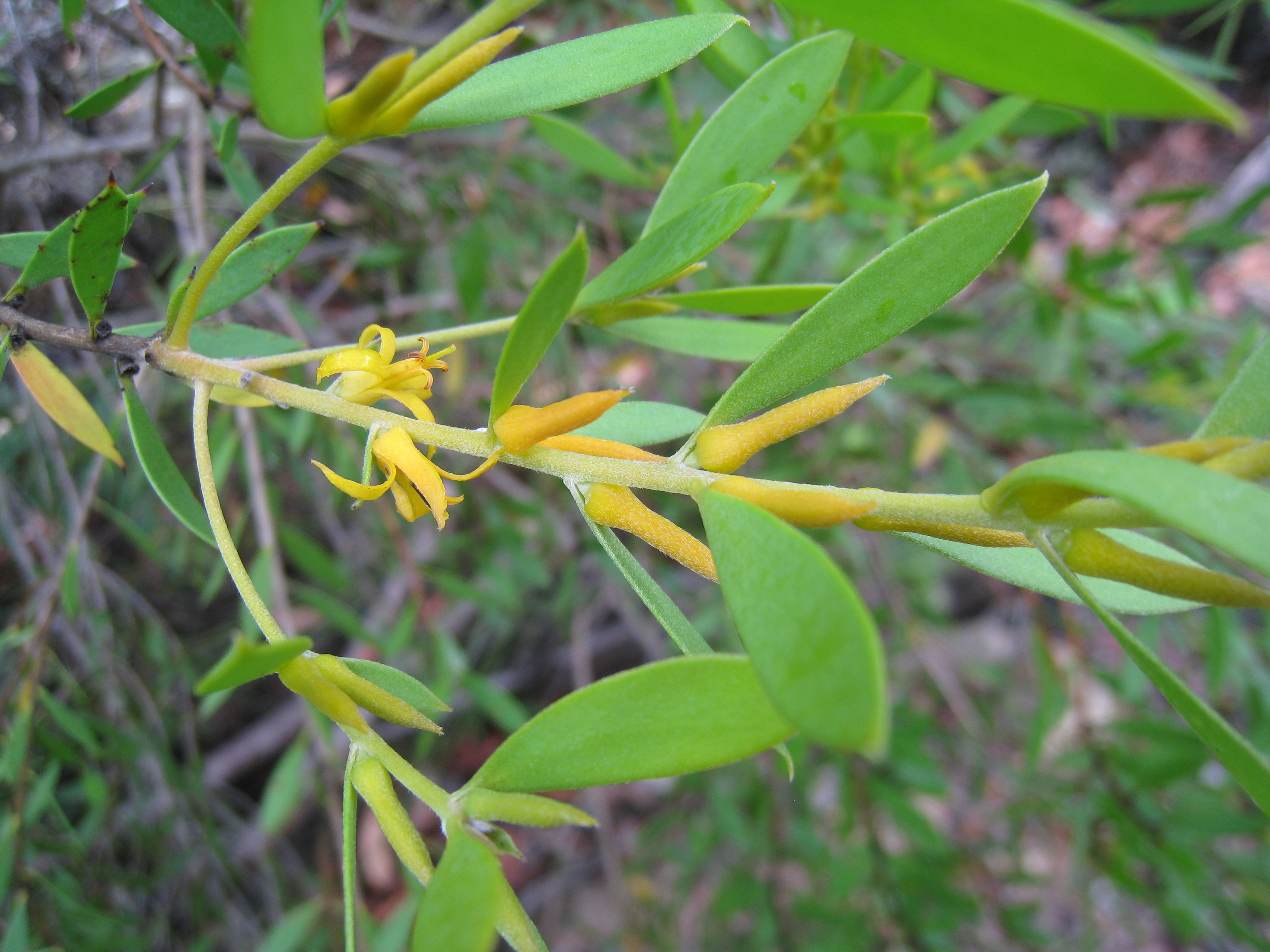
Feuilles et fleurs.